# Петр Чермак
Петр Чермак (Petr Čermák, 24 грудня 1942) — чехословацький академічний веслувальник.
Бронзовий призер Олімпійських Ігор 1964 року в складі вісімки, учасник 1968 року.